# Persone di nome Emiliano/Calciatori
| Questa pagina contiene informazioni ricavate automaticamente dalle voci biografiche con l'ausilio del template Bio e di un bot. L'aggiornamento è periodico e automatico e ricostruisce completamente la pagina. Se manca una persona in questa lista, sei pregato di non aggiungerla, ma accertati piuttosto che la sua voce biografica contenga il template Bio e che i dati anagrafici siano correttamente compilati. Se il template Bio manca, inseriscilo tu stesso o, in alternativa, metti l'avviso {{tmp\|Bio}} che ne segnala la mancanza. Se i dati riportati sono sbagliati, correggi direttamente la voce biografica; le modifiche saranno visibili in questa lista entro pochi giorni. Per chiarimenti vedi il progetto antroponimi. La lista contiene solo le 55 persone che sono citate nell'enciclopedia e per le quali è stato implementato correttamente il template Bio. Pagina aggiornata al 22 lug 2025. |

Questa è una lista di persone presenti nell'enciclopedia che hanno il nome Emiliano e sono calciatori.

## A(5)
- Emiliano Agüero, calciatore argentino (Buenos Aires, n. 1995)
- Emiliano Albín, ex calciatore uruguaiano (Sauce, n. 1989)
- Emiliano Amor, calciatore argentino (Buenos Aires, n. 1995)
- Emiliano Ancheta, calciatore uruguaiano (Montevideo, n. 1999)
- Emiliano Armenteros, ex calciatore argentino (Buenos Aires, n. 1986)

## B(3)
- Emiliano Bermúdez, calciatore uruguaiano (Montevideo, n. 1997)
- Emiliano Bonfigli, calciatore argentino (Bahía Blanca, n. 1988)
- Emiliano Buendía, calciatore argentino (Mar del Plata, n. 1996)

## C(1)
- Emiliano Coitiño, ex calciatore uruguaiano (Paso de Carrasco, n. 1998)

## D(2)
- Darío Denis, calciatore uruguaiano (Las Piedras, n. 1991)
- Emiliano Dudar, ex calciatore argentino (Buenos Aires, n. 1981)

## E(1)
- Emiliano Ellacopulos, calciatore argentino (Munro, n. 1992)

## F(1)
- Emiliano Fusco, ex calciatore argentino (Caseros, n. 1986)

## G(5)
- Emiliano García, calciatore uruguaiano (Montevideo, n. 1990)
- Emiliano Ghan, calciatore uruguaiano (Canelones, n. 1995)
- Emiliano Giordano, calciatore e allenatore di calcio italiano (Sampierdarena, n. 1937 - † 2022)
- Emiliano Gómez, calciatore uruguaiano (Rivera, n. 2001)
- Emiliano González, ex calciatore andorrano (Santander, n. 1969)

## I(1)
- Emiliano Insúa, ex calciatore argentino (Buenos Aires, n. 1989)

## J(1)
- Emiliano Jourdan, calciatore uruguaiano (Colonia del Sacramento, n. 2004)

## M(10)
- Emiliano Macchi, calciatore italiano (Ponsacco, n. 1951 - Pisa, † 2013)
- Emiliano Marcondes, calciatore danese (Hvidovre, n. 1995)
- Emiliano Martínez Toranza, calciatore uruguaiano (Punta del Este, n. 1999)
- Emiliano Mascetti, calciatore e dirigente sportivo italiano (Como, n. 1943 - Verona, † 2022)
- Emiliano Melis, ex calciatore italiano (Selargius, n. 1979)
- Emiliano Melo, calciatore uruguaiano (Montevideo, n. 2003)
- Emiliano Mondonico, calciatore e allenatore di calcio italiano (Rivolta d'Adda, n. 1947 - Milano, † 2018)
- Emiliano Mozzone, calciatore uruguaiano (Montevideo, n. 1998)
- Emiliano Márquez, calciatore uruguaiano (Montevideo, n. 2002)
- Emiliano Méndez, calciatore argentino (La Plata, n. 1989)

## O(1)
- Emiliano Ozuna, calciatore argentino (Magdalena, n. 1996)

## P(2)
- Emiliano Papa, ex calciatore argentino (Acebal, n. 1982)
- Emiliano Purita, calciatore argentino (Buenos Aires, n. 1997)

## R(6)
- Emiliano Ramos, calciatore cileno (Arica, n. 2005)
- Emiliano Rey, ex calciatore argentino (Mar del Plata, n. 1975)
- Emiliano Rigoni, calciatore argentino (Colonia Caroya, n. 1993)
- Emiliano Rodríguez Rosales, calciatore uruguaiano (Montevideo, n. 2003)
- Emiliano Romero Clavijo, calciatore uruguaiano (Santa Lucía, n. 1992)
- Emiliano Daniel Romero, ex calciatore argentino (Sarandí, n. 1985)

## S(3)
- Emiliano Sala, calciatore argentino (Cululú, n. 1990 - Canale della manica, † 2019)
- Emiliano Saliadarre, calciatore argentino (Rosario, n. 2002)
- Emiliano Sosa, calciatore uruguaiano (Montevideo, n. 1998)

## T(4)
- Emiliano Tade, calciatore argentino (Santiago del Estero, n. 1988)
- Emiliano Té, ex calciatore guineense (Bissau, n. 1983)
- Emiliano Tellechea, calciatore uruguaiano (Montevideo, n. 1987)
- Emiliano Terzaghi, calciatore argentino (Almirante Brown, n. 1989)

## V(7)
- Emiliano Vecchio, calciatore argentino (Rosario, n. 1988)
- Emiliano Velázquez, calciatore uruguaiano (Montevideo, n. 1994)
- Emiliano Veliaj, ex calciatore albanese (Berat, n. 1985)
- Emiliano Vidart, calciatore uruguaiano (Mendoza, n. 2002)
- Emiliano Villar, calciatore uruguaiano (Colonia del Sacramento, n. 1999)
- Emiliano Viveros, calciatore argentino (Ruiz de Montoya, n. 2002)
- Emiliano Viviano, ex calciatore italiano (Fiesole, n. 1985)

## Á(2)
- Emiliano Álvarez Longo, calciatore uruguaiano (Montevideo, n. 1996)
- Emiliano Álvarez, calciatore uruguaiano (Montevideo, n. 2001)